# Isotoma komarkovae
Isotoma komarkovae är en urinsektsart som beskrevs av Jjellberg 1978. Isotoma komarkovae ingår i släktet Isotoma och familjen Isotomidae. Inga underarter finns listade i Catalogue of Life.